# Geoffrey Keen
Geoffrey Keen (Wallingford, 21 de agosto de 1916 - Londres, 3 de novembro de 2005) foi um ator inglês, atuante no cinema por mais de quarenta anos, geralmente em pequenos papéis coadjuvantes.
Kenn iniciou a carreira cinematográfica em 1946, depois de atuar quatorze anos nos palcos londrinos - ganhou a medalha de ouro da Royal Academy of Dramatic Art  -  e trabalhou em filme de sucesso como O Terceiro Homem, Ilusões Perdidas, Doutor Jivago, Cromwell e Sacco e Vanzetti, entre outros. Seu tipo fisico geralmente foi mais usado no papel de representantes do establishment e de autoridade, como ministros, médicos oficiais militares e policiais de alta patente. 
Apesar dos muitos papéis dramáticos em sua carreira, Green tornou-se mais conhecido internacionalmente, entretanto, no papel de Sir Frederick Gray, o ministro da Defesa da Grã-Bretanha em seis filmes da franquia cinematográfica de James Bond, entre The Spy Who Loved Me (1977) e The Living Daylights (1987), seu último filme.